# Lijst van Belgische adelsverheffingen 1932
Personen die in 1932 in de Belgische adelstand werden opgenomen of een adellijke titel ontvingen.

## Prins
- graaf Auguste de Bethune Hesdigneul (1868-1933), titel van prins, overdraagbaar bij eerstgeboorte.

## Markies
- Burggraaf Gustave du Parc (Locmaria) (1854-1952), de titel markies, overdraagbaar bij eerstgeboorte.

## Baron
- Raoul de Hennin de Boussu Walcourt (1879-1965), luitenant-generaal, erfelijke adel en de titel baron, overdraagbaar bij eerstgeboorte.
- Victor Horta, erfelijke adel en de titel baron, overdraagbaar bij eerstgeboorte.
- Jonkheer Ivan de Radzitzky d'Ostrowick (1892-1975), de titel baron, overdraagbaar bij eerstgeboorte.

## Ridder
- Adolphe Braas (1889-1979), hoogleraar, rector universiteit Luik, erfelijke adel en titel van ridder, overdraagbaar bij eerstgeboorte en vanaf 1963 ook overdraagbaar op zijn tweede zoon.

## Jonkheer
- Fernand Anciaux Henry de Faveaux (1862-1954), raadsheer in het hof van beroep in Luik, erfelijke adel.
- Charles de Crane d'Heysselaer (1897-1981), erfelijke adel.
- Jean de Crane d'Heysslaer (1900-1981), erfelijke adel
- Paul van den Hove d'Ertsenryck (1873-1933), magistraat, erfelijke adel.
- Adrien van den Hove d'Ertsenryck (1879-1935), erfelijke adel.
- Joseph van den Hove d'Ertsenryck (1877-1962), erfelijke adel.